# Younger Lady

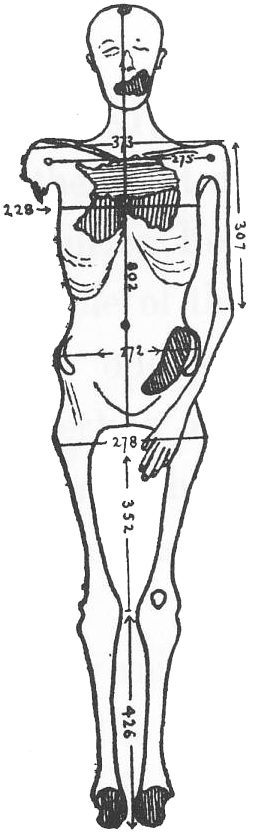
Croquis fait par Grafton Elliot Smith de l'ensemble du corps de la momie « La Jeune Dame » (Younger Lady), montrant l'étendue des dommages qu'elle a subis.

La Jeune Dame (« Younger Lady » en anglais) est le nom informel donné à une momie découverte le 9 mars 1898 dans la vallée des Rois en Égypte, dans la tombe KV35, par l'archéologue Victor Loret.
Grâce à des tests d'ADN, cette momie a été identifiée en 2010, de manière certaine, comme étant la mère du pharaon Toutânkhamon et une fille du pharaon Amenhotep III et de la reine Tiyi.
La momie a reçu la désignation KV35YL (« YL » pour « Younger Lady ») et 61072. Elle est conservée au musée égyptien du Caire.

## Découverte et identification
La momie a été trouvée avec deux autres momies dans la tombe KV35 : un jeune garçon, mort à l'âge de dix ans, qui est peut-être Oubensénou ou le prince Thoutmôsis ; ainsi qu'une femme âgée, identifiée à la reine Tiyi par les récentes analyses ADN sur la lignée de Toutânkhamon.
Ils ont été trouvés ensemble, couchés côte à côte, nus et sans identification dans une petite antichambre de la tombe. Les trois momies avaient été gravement endommagées par des anciens pilleurs de tombe.
Beaucoup de spéculations ont été faites sur l'identité de la momie de la « Jeune Dame ». Après l'avoir trouvée, Victor Loret a d'abord cru que la momie était un jeune garçon, car sa tête avait été rasée. Cette interprétation a perduré pendant des années. Un examen approfondi ultérieur, fait par Grafton Elliot Smith, a confirmé que la momie était une femme. Certains égyptologues, dont Zahi Hawass, pensaient que la momie était Akhenaton ; d'autres, comme l'anthropologue Joyce Filer, que c'était celle de Smenkhkarê.
Des tests sur les chromosomes homologues et sur le génome mitochondrial ont confirmé que la momie était une femme et qu'elle était la mère de Toutânkhamon. Les résultats montrent aussi qu'elle était la sœur ou la cousine de son mari, la momie trouvée dans la tombe KV55, et qu'ils étaient tous les deux des enfants d'Amenhotep III et de la reine Tiyi. Cette relation familiale permettrait, pour certains scientifiques, d'exclure la possibilité que la Jeune Dame (Younger Lady) (et, par conséquent, la mère de Toutânkhamon) soit Néfertiti ou Kiya, la deuxième épouse d'Akhenaton, car aucun artefact connu ne donne à ces épouses le titre de « sœur du roi » ou de « fille du roi ».  
Cependant, pour d'autres archéologues dont Joann Fletcher et le professeur Marc Gabolde, de l'université Paul-Valéry-Montpellier, spécialiste de la XVIIIe dynastie, la « Younger Lady » n'est autre que Néfertiti, une cousine d'Akhenaton, originaire de la région d'Akhmîm et donc également la mère de Toutânkhamon.
En revanche, la possibilité que la Jeune Dame (Younger Lady) soit Satamon, Iset ou Henouttaneb est faible, car elles étaient les grandes épouses royales de leur père Amenhotep III. Si Akhenaton avait épousé l'une d'elles, elle aurait pris la place de Néfertiti comme principale reine d'Égypte.
Le rapport conclut que la momie est peut-être Nebetâh ou Baketaton, filles d'Amenhotep III, qui ne sont pas connues comme ayant épousé leur père. Toutefois, il a eu huit filles avec la reine Tiyi.
Une autre théorie, fondée sur l'étude des allèles héritées par Toutânkhamon, affirme que la « Younger Lady » était Mérytaton, fille d'Akhenaton et de Néfertiti.
Mérytaton aurait été mariée avec Smenkhkarê, qu'on croit être son oncle, faisant ainsi de Toutânkhamon un petit-fils de la mère d'Akhenaton.
Cette théorie, qui soutient qu'avec la consanguinité, il est plus difficile de distinguer les générations, pose un problème. Puisque le génome mitochondrial de la « Younger Lady » correspond à une fille de Tiyi, Mérytaton devrait être une descendante mitochondriale de la reine Tiyi ou de sa mère Touya. La lignée de Néfertiti n'est nulle part spécifiée mais si Mérytaton est la « Younger Lady », Néfertiti devait avoir une relation mitochondriale avec Touya.

## Description de la momie
Grafton Elliot Smith a fourni une description détaillée de la momie dans son étude du début du XXe siècle sur les anciennes momies royales. Il indique que la momie fait 1,58 m et estime qu'elle ne devait pas avoir plus de 25 ans à sa mort.
Il a estimé que les méthodes d'embaumement utilisées sur la momie sont très similaires à celles pratiquées sur Amenhotep II et sur les momies contemporaines et a supposé qu'elle devait être un membre de sa famille royale.
Il a noté les dommages importants laissés par les anciens pilleurs de tombes, qui ont brisé la partie supérieure de la poitrine et ont cassé le bras droit juste sous l'épaule.
L'oreille droite a aussi été cassée et un trou de 38 × 30 mm a été percé dans l'os frontal.
Il pensait que la plaie importante de la bouche et de la joue gauche qui a détruit une partie de la mâchoire était l’œuvre des pilleurs de tombes, mais un récent examen pratiqué en même temps que les tests génétiques a déterminé que la plaie était antérieure à la mort et que cette blessure a été fatale, ce qui semble indiquer qu'elle a été assassinée.

## Sources
- (en) Cet article est partiellement ou en totalité issu de l’article de Wikipédia en anglais intitulé « The Younger Lady (mummy) » (voir la liste des auteurs).